# Хом'яков Петро Михайлович
Петро Михайлович Хом'яко́в (рос. Пётр Миха́йлович Хомяко́в) (17 квітня 1950, Москва, РРФСР — 2014, Росія) — російський вчений, доктор технічних наук, професор, системний аналітик, автор численних робіт про кризу сучасної Росії, представник (разом з Олексієм Широпаєвим та Вадимом Штепою) так званого «нового російського націоналізму».

## Біографія
Трудову діяльність розпочав молодшим техніком-геологом. Працював у геолого-розвідувальних та інженерно-пошукових експедиціях, служив у Радянській Армії. Закінчив географічний та механіко-математичний факультет МДУ.
З 1981 року працював у системі АН СРСР, Держплану, РАН. Займався проблемами інформатизації державного управління, природно-ресурсного забезпечення стабільного функціонування галузей народного господарства, регіонального управління, брав участь у дослідженнях з глобальних проблем.
Автор понад 80 наукових статей та 7 монографій.
З кінця 1991 року, не перериваючи наукової роботи, бере участь у суспільно-політичної діяльності, займається журналістикою і політичною аналітикою. Був експертом Верховної Ради РСФСР. Як аналітик консультував такі політичні сили, як РНС, ФНП, НРПР.
Був політичним радником генерала Льва Рохліна.
Працював аналітиком і оглядачем в РІА «Новости», ІТАР-ТАСС, Міжнародної інформаційної корпорації. Відомий своїми статтями в переважно в російських газетах і часописах «Литературная Россия», «Русский Собор», «Российская газета», «Независимая газета», «Парламентская газета», «Коммерсантъ», «День», «Интервью», «Дуэль», «Stringer», «Национальная газета», «Респектабельная республика», «Правда-5», «Юность», «Наука и промышленность России», «Химия и жизнь».
У березні 2009 року арештований ФСБ. 5 березня 2009 года звільнений під підписку про невиїзд. 4 серпня з'явилась інформація про його виїзд в Україну.
13 серпня 2009 року звернувся до президента України з проханням надати йому політичний притулок в Україні.
У 2011 році виїхав до Росії, де відразу був заарештований за звинуваченням у причетності до злочину з розкраданням коштів, виділених на реконструкцію Кільцевої дороги. Не зважаючи на співробітництво зі слідством був засуджений до 4,5 роки утримання у колонії. 20 листопада 2014 року з'явилась інформація про смерть засудженого, яка сталася ще в червні 2014 року.

## Погляди
Називав себе націоналістом. Власні погляди досить детально викладені, зокрема, в трактаті (за власним визначенням) «Свої й чужі» (рос. ”Свои и чужие”). Основу поглядів складає уявлення про вищість «білої раси», до «найчистіших» представників якої він зараховує в першу чергу росіян. «Південці» (рос. "южане") в його концепції постають меншовартісними й наділеними численними вадами, зокрема й у сексуальній сфері. Частково підтримує концепцію «Нової хронології» Анатолія Фоменка, визнану більшістю наукової спільноти, як псевдонаукова.
|  | У свій час “мої” білі предки стали кувати залізо, приручили коня, придумали порох, зуміли вижити на холодній Півночі. І, зовсім пробігом, як то кажуть “до речі”, білі брати моїх предків зробили “крутих” чорних своїми рабами. З цивілізаційного й історичного погляду цілком справедливо. Але зараз справжнім білим рабів не потрібно. Нам потрібна просто планета Земля. І ми її візьмемо. Оригінальний текст (рос.) В свое время “мои” белые предки стали ковать железо, приручили лошадь, придумали порох, сумели выжить на холодном Севере. И, совершенно походя, что называется “кстати”, белые братья моих предков сделали “крутых” черных своими рабами. С цивилизационной и исторической точек зрения вполне справедливо. Но сейчас настоящим белым рабов не надо. Нам нужна просто планета Земля. И мы ее возьмем. |

Петро Хом'яков, «Свои и чужие» (кінець Першої глави)